# Croton jatrophoides
Espèce
Statut de conservation UICN

 VU B1+2b : Vulnérable
Croton jatrophoides est une espèce de plantes à fleurs du genre Croton et de la famille des Euphorbiaceae, présente en Tanzanie (Lushoto, Bagamoyo).